# Gui Santana
Guilherme "Gui" Ventura Santana (Penápolis, 9 de dezembro de 1986) é um humorista, ator, comediante, apresentador, roteirista e radialista brasileiro. Gui ficou conhecido nacionalmente como VJ através dos programas Quinta Categoria e Comédia MTV da MTV Brasil. Trabalhou na Rádio Jovem Pan e no programa Pânico na Band da Rede Bandeirantes.

## Biografia
Nascido na pequena cidade de Penápolis, interior de São Paulo, Guilherme desde muito cedo já mostrava que tinha talento para o humor. Não perdoava nenhum professor do colégio, imitava todos. Gui sempre sonhou em trabalhar no rádio e na televisão. Sua maior referência era o humorista e imitador Tom Cavalcante.

## Carreira

### 2004–07: Início na rádio
Em 2004, aos dezoito anos, estreou na rádio Ativa FM no programa Ninguém Merece! ao lado dos principais locutores da cidade. Foi ali que teve seu primeiro teste. O programa era repleto de trotes, esquetes radiofônicas, paródias musicais, imitações e convidados que eram alvos de piadas. Após o sucesso no rádio, Gui deixou a cidade para correr atrás de seus objetivos. Iniciou o curso de Rádio e TV na cidade de São Paulo onde vive até hoje. Na faculdade sempre se destacava por produzir diversos programas de rádio e televisão com uma pegada mais engraçada, pois encaixava todos os seus personagens nas produções. Uma delas lhe rendeu o prêmio de melhor programa de humor da faculdade, Liga de Celebridades. É formado em comunicação social Rádio e Televisão pela FIAM

### 2008–12: Carreira na MTV
Em 2008 teve sua estreia na MTV no programa Quinta Categoria, comandado pelos VJs Marcos Mion e Cazé Peçanha. O programa, na época, era um show de calouros com algumas provas de improviso (o formato dedicado a jogos de improviso somente seria adotado no ano seguinte). A atração ainda contava com a comediante Dani Calabresa, Mr. Lúdico, Madame Mim e Rodrigo Cáceres. Após vencer o concurso da noite como o melhor imitador, Gui passou a fazer parte do elenco tendo seu quadro fixo na abertura na pele de William Bombonner, sátira ao jornalista global William Bonner. Dado o sucesso na carreira, o humorista não parou mais. Em 2009 se juntou a Marcelo Adnet e Kiabbo no especial de verão Furfles on the Beach. Devido a repercussão do programa, passou a ser a principal atração da grade de programação da MTV, o inesquecível Furfles. Um fato curioso aconteceu um dia. Certa vez Kiabbo, companheiro de Adnet no 15 Minutos, não chegou a tempo de gravar mais uma edição do programa e Gui foi escalado para a missão pois imitava exatamente igual a voz do mascarado. No encerramento do programa ele tirou a máscara e revelou seu rosto. Por muito tempo Gui foi confundido como Kiabbo.
Em 2010 começou com o 15 Minutos em Dobro, onde fazia um caipira perdido no Rio de Janeiro. Com a casa cheia, a MTV decidiu apostar num formato um pouco diferente. O humor baseado em situações do cotidiano, esquetes absurdas, clipes musicais, paródias de cinema e televisão e muitas imitações deram origem ao Comédia MTV, que se estendeu por mais um ano. No mesmo ano Gui recebeu um convite de Jô Soares para ser entrevistado em seu programa. Contou histórias da infância e toda sua trajetória no humor até então. Sem falar nas imitações que fez arrancando risos do público. Em 2011 além de atuar no Comédia MTV, seus projetos foram se expandindo como o espetáculo ImproRiso que acontecia todas às terças no teatro Procópio Ferreira em São Paulo. Ao lado de grandes nomes do humor como Nany People, Bruno Motta e Fábio Silvestre, o show misturava stand-up, personagens, números musicais, esquetes e números de improviso com todos os humoristas e comediantes da noite.

### 2012–2017:Pânico na Bande outros projetos
Também no mesmo ano foi convidado por diversas vezes a participar do Pânico na TV. Suas participações eram no quadro Jô Suado do humorista Márvio Lúcio, o Carioca. Numa dessas recebeu o convite de Emílio Surita, apresentador e idealizador do programa, para se juntar ao elenco de humoristas. Em 2012, Gui Santana entrou como novo integrante do programa Pânico na Band. Em 2017, seu contrato com o Pânico na Band não foi renovado.
Gui Santana foi contratado pela TV Globo para interpretar Zaca, análogo de Zacarias, no revival de Os Trapalhões, que estreou em 17 de julho de 2017 pelo Canal Viva e em 17 de setembro de 2017 na Globo.
Em 2018, Gui Santana foi anunciado como o novo Nerso da Capitinga da Escolinha do Professor Raimundo, assumindo o lugar que era de Marco Luque.
Em março de 2020 foi confirmado como uma das dez celebridades do reality show Made In Japão, quadro do Domingo Show. Com o fim do programa devido à Pandemia de COVID-19, o reality se tornou um programa independente.

## Filmografia

### Televisão
| Ano     | Título                          | Personagem / Cargo            | Notas          |
| ------- | ------------------------------- | ----------------------------- | -------------- |
| 2008    | Quinta Categoria                | Repórter / Vários personagens | Temporada 1    |
| 2009–10 | 15 Minutos                      | Repórter / Vários personagens | Temporada 2    |
| 2009    | Furfles on the Beach            | Vários personagens            |                |
| 2009–10 | Furfles                         | Vários personagens            |                |
| 2010–11 | Furo MTV                        | Repórter / Vários personagens |                |
| 2010–12 | Comédia MTV                     | Vários personagens            |                |
| 2012–17 | Pânico na Band                  | Repórter / Vários personagens |                |
| 2017    | Os Trapalhões                   | Zaca / Vários personagens     |                |
| 2017–18 | Tô de Graça                     | Mique Jegue                   | Temporadas 1-2 |
| 2018–20 | Escolinha do Professor Raimundo | Nerso da Capitinga            | Temporadas 4–6 |
| 2020    | Made In Japão                   | Participante                  |                |
| 2022    | O Rei da TV                     | Sérgio Mallandro              |                |
| 2023    | Use Sua Voz                     | Gabriel                       |                |

## Teatro
| Ano     | Título                       | Personagem          | Notas           |
| ------- | ---------------------------- | ------------------- | --------------- |
| 2010–12 | ImproRiso                    | Ele mesmo Imitações | Stand-up comedy |
| 2019    | Gui Santana Além da imitação | Ele mesmo           | Stand-up comedy |

## Rádio
| Ano       | Título          | Rádio        |
| --------- | --------------- | ------------ |
| 2004–05   | Ninguém Merece! | Ativa FM     |
| 2012–2015 | Programa Pânico | Jovem Pan FM |